# ランニング・ポイント
『ランニング・ポイント』（原題：Running Point）は、エレイン・コー、ミンディ・カリング、アイク・バリンホルツ、デヴィッド・スタッセンが企画し、ケイト・ハドソンが主演したアメリカ合衆国のスポーツコメディテレビシリーズ。このシリーズは2025年2月27日にNetflixで配信開始された。2025年3月にシーズン2への更新が決定した。

## キャスト
アイラ・ゴードン
演 - ケイト・ハドソン、日本語吹替 - 園崎未恵
ロサンゼルス・ウェーブスの会長に就任した慈善事業の元コーディネーター。
アレクサンダー・サンディ・ゴードン
演 - ドリュー・ターバー、日本語吹替 - 四宮豪
アイラの異母弟でウェーブスの最高財務責任者。　
ネス・ゴードン
演 - スコット・マッカーサー、日本語吹替 - 江藤博樹
アイラの兄でウェーブスのゼネラルマネージャー。元プロバスケ選手。
アリ・リー
演 - ブレンダ・ソング、日本語吹替 - 三浦冴子
アイラの親友でウェーブスの参謀長。
ジャッキー・モレノ
演 - ファブリツィオ・グイド、日本語吹替 - 吉田丈一郎
ゴードン兄弟に最近発見された異母弟。
トラヴィス・バグ
演 - チェット・ハンクス、日本語吹替 -
ウェーブスの問題児ポイントガード。
マーカス・ウィンフィールド
演 - トビー・サンデマン、日本語吹替 - 平尾卓雅
ウェーブスのベテランスター選手。リアーナとのデート経験がある。

### リカーリング
ジェイ・ブラウン
演 - ジェイ・エリス、日本語吹替 - 宮田哲朗
ウェーブスのヘッドコーチ。
スティーブン・ラミレス
演 - ロベルト・サンチェス、日本語吹替 - 山田浩貴
ウェーブスの取締会会長。
キャム・ゴードン
演 - ジャスティン・セロー、日本語吹替 - 木内太郎
アイラの兄。一時的にウェーブスの社長を辞任し、アイラを後継者に指名する。
レブ・レベンソン
演 - マックス・グリーンフィールド、日本語吹替 - 松川裕輝
アイラの婚約者で小児科医。

## 制作
2021年6月、Netflixがミンディ・カリング制作によるロサンゼルス・レイカーズをテーマにしたタイトル未定のコメディシリーズをシリーズ化することを発表した。ロサンゼルス・レイカーズの実権を握るオーナー兼社長のジーニー・バスが、カリングと共に共同製作総指揮を務める。当初、このシリーズはエレイン・コーが脚本、製作総指揮、ショーランナーを務める予定だった。
2025年3月、Netflixはシリーズを第2シーズンに更新した。

## 公開
『ランニング・ポイント』は2025年2月27日にNetflixで配信開始された。